# Fumi Dan
Fumi Dan (檀ふみ, Dan Fumi), née le 5 juin 1954 dans le quartier de Shakujii-machi (ja) dans l'arrondissement de Nerima à Tokyo, est une actrice et essayiste japonaise.

## Biographie
Fumi Dan fait ses études à l'université Keiō. Son père est le romancier Kazuo Dan, elle a elle-même remporté des prix pour ses essais.

## Filmographie partielle

### Au cinéma
- 1974 : Bitterness of Youth (青春の蹉跌, Seishun no satetsu?) de Tatsumi Kumashiro
- 1976 : C'est dur d'être un homme : Pur est le cœur du poète (男はつらいよ 寅次郎純情詩集, Otoko wa tsurai yo: Torajirō junjō shishū?) de Yōji Yamada : Masako Yagyū
- 1986 : L'Homme des passions (火宅の人, Kataku no hito?) de Kinji Fukasaku
- 1989 : C'est dur d'être un homme : Mon oncle (男はつらいよ ぼくの伯父さん, Otoko wa tsurai yo: Boku no ojisan?) de Yōji Yamada : Hisako
- 1993 : Waga ai no uta: Taki Rentarō monogatari (わが愛の譜 滝廉太郎物語?) de Shin'ichirō Sawai
- 1999 : Après la pluie (雨あがる, Ame agaru?) de Takashi Koizumi : Okugata

### Doublage
- 1980 : Ashita no Joe (voix)
- 1981 : Ashita no Joe 2 (voix)
- 1995 : Adieu, Nostradamus ! (ルパン三世 くたばれ！ノストラダムス, Rupan sansei: Kutabare! Nostradamus?) de Shun’ya Itō : Maria

## Distinctions
- 1994 : Fumi Dan est nommée pour le meilleur second rôle féminin aux 17e Japan Academy Prize pour son rôle dans Waga ai no uta: Taki Rentarō monogatari[3]